# Nemesios von Emesa
Nemesios von Emesa (altgriechisch Νεμέσιος Nemésios, latinisiert Nemesius) war ein griechischer Philosoph und Bischof von Emesa in Syrien. Er lebte im späten 4. Jahrhundert.

## Leben und Werk
Über Nemesios’ Leben ist sehr wenig bekannt. Anhaltspunkte für die Datierung ergeben sich nur aus seiner Schrift Über die Natur des Menschen (Perí physeōs anthrōpou, lateinisch De natura hominis), in der er die vor 400 gestorbenen Theologen Eunomios und Apollinaris von Laodikeia erwähnt. Aus seinen Bemerkungen zu diesen Autoren und aus dem Fehlen einer Bezugnahme auf die Verurteilungen des Origenes in den Jahren 399 und 400 wird erschlossen, dass er das Werk wohl im späten 4. Jahrhundert verfasste, doch wird eine Entstehung in den ersten Jahren des 5. Jahrhunderts nicht ausgeschlossen. Schon im 16. Jahrhundert wurde vorgeschlagen, den Philosophen und Bischof Nemesios mit einem gleichnamigen Statthalter der Provinz Cappadocia II zu identifizieren, der mit Gregor von Nazianz einen Briefwechsel führte; diese Hypothese hat auch im 20. Jahrhundert Befürworter gefunden, beruht aber nicht auf starken Indizien.
Nemesios erweist sich in seinem Werk als hervorragend gebildeter Gelehrter, der sich in der vorchristlichen antiken Philosophie gut auskennt und auch über beträchtliche medizinische Kenntnisse verfügt. Anscheinend hat er eine medizinische Ausbildung erhalten.
Das Ende des Werks macht einen abrupten Eindruck, im erhaltenen Text fehlen angekündigte Erörterungen; daher wird in der Forschung vermutet, dass Nemesios es unvollendet hinterließ.

## Lehre
Über die Natur des Menschen ist die erste bekannte christliche Abhandlung über philosophische Anthropologie. Der Autor bemüht sich, die antike philosophische Tradition in sein christliches Welt- und Menschenbild zu integrieren. Die Schrift ist nicht theologisch, sondern philosophisch ausgerichtet und wendet sich auch – vielleicht sogar in erster Linie – an pagane Leser, die Nemesios für seine christliche Philosophie gewinnen will. Seine Gedankenwelt ist vom Platonismus geprägt, der in der Spätantike in Gestalt des Neuplatonismus die vorherrschende Philosophie der Gebildeten war. Unter anderem äußert sich sein Platonismus darin, dass er die platonische Auffassung von der Präexistenz der Seele vor der Entstehung des Körpers übernimmt, eine Position, die aus der Sicht seiner christlichen Zeitgenossen an Häresie grenzt. Insoweit die Lehren des Aristotelismus nicht zu seinem platonisch-christlichen Menschenbild passen, verwirft er sie, doch ist erheblicher aristotelischer Einfluss in seinem Werk erkennbar.
Das Hauptaugenmerk des Nemesios gilt dem Verhältnis von Leib und Seele; er erörtert eine Vielzahl von Ansichten prominenter Philosophen über diese Thematik. Eingehend beschreibt er sowohl die leibliche als auch die seelische Beschaffenheit des Menschen. Dabei befasst er sich unter anderem mit Fragen der Sinneswahrnehmung, der Vorstellungskraft und der Funktion des Intellekts sowie mit den irrationalen Aspekten der Seele. Spezifisch christliches Gedankengut ist präsent, spielt aber in seinen Ausführungen eine relativ nebensächliche Rolle. Die Unsterblichkeit der Seele, die ein philosophisches Konzept ist, nicht die theologische Lehre von der leiblichen Auferstehung steht für Nemesios im Vordergrund. Vorstellungen wie die von der Erbsünde, von welcher die Menschheit durch das Opfer Christi freigekauft wird, kommen bei ihm kaum vor. Daher ist seine Auffassung von der Natur des Menschen gesamthaft von einer optimistischen Sichtweise geprägt. Er verherrlicht den Menschen und dessen zentrale Rolle im Kosmos. Nach seiner Meinung ist der Mensch trotz des Sündenfalls von Natur aus gut; schlecht wird er nur durch einen entsprechenden Vorsatz. Zum Kern seiner Philosophie zählt die im Mittelalter außerordentlich stark rezipierte Vorstellung vom Menschen als „Mikrokosmos“ („kleine Welt“). Er meint, dieser Mikrokosmos sei ein Abbild des (Makro-)Kosmos („große Welt“), der Schöpfung in ihrer Gesamtheit.
Die Schöpfung stellt für Nemesios eine Einheit dar; wie deren Bestandteile hierarchisch geordnet und miteinander verknüpft sind, ist ein Hauptthema seiner Untersuchung. In der kosmischen Hierarchie nimmt er ein System gleitender Übergänge an. Das Zustandekommen solcher Verbindungen zwischen den Stufen der Schöpfungsordnung setzt eine Verwandtschaftsbeziehung zwischen ihnen voraus; das Höhere ist im Niederen bereits vorgebildet, primitiv vorhanden oder angedeutet. Somit besteht keine Kluft zwischen verschiedenen Naturbereichen, die Gattungsgrenzen werden etwas verwischt, die Einheit in der Natur wird hervorgehoben. Nemesios meint, an der Grenze zwischen Organischem und Anorganischem stehe der Magnetstein, der sich von den übrigen Steinen durch eine Kraft unterscheide, durch die er sich dem Pflanzenreich nähere. Er ziehe das Eisen an sich und halte es fest, als wolle er es zu seiner Nahrung machen; somit habe er Anteil an den Ernährungskräften der Organismen. Zwischen Pflanze und Tier stünden die Steckmuscheln und Seeanemonen; sie seien einerseits nach Pflanzenart im Meerboden verwurzelt, andererseits besäßen sie den Tastsinn, ein Merkmal der Tierwelt. Der Schwamm verfüge ebenfalls über einen Tastsinn, mit dem er auf Einwirkungen der Außenwelt reagiere. Innerhalb der einzelnen Stufen wie der Tierwelt sei wiederum eine Abstufung vom Primitiveren zum Vollkommeneren erkennbar. Auch der Übergang vom vernunftlosen Tier zum Menschen, dem vernunftbegabten Lebewesen, ist für Nemesios nicht ganz abrupt; nach seiner Ansicht bereiten bestimmte tierische Fähigkeiten die Vernunft des Menschen vor, obwohl sie noch keine Vernunft sind. Die Tiere seien mit einer gewissen Klugheit, List und Findigkeit ausgestattet, und ihre Lautäußerungen seien eine Vorbereitung des menschlichen Sprachvermögens. Die Rolle des Bindeglieds zwischen der sinnlich wahrnehmbaren und der intelligiblen Welt komme dem Menschen zu, den Nemesios in die Mitte der Schöpfung stellt. Durch seine Körperlichkeit habe der Mensch an der Welt der Sinne teil, durch seinen Geist an der überkörperlichen Welt.
Auf dem Gebiet der Ethik befasst sich Nemesios mit der Problematik der Vorsehung und der Willensfreiheit; er geht auch auf die Theodizee ein. Den Ausgangspunkt bildet das Gedankengut der Nikomachischen Ethik des Aristoteles, mit dem er sich auseinandersetzt. Das Problem von Willensfreiheit und Determination behandelt er in 13 der 43 Kapitel seines Werks (Kapitel 29–41). Die Prohairesis (Entscheidung, Wahl zwischen verschiedenen Möglichkeiten) bestimmt er als Mischung aus Beratung/Überlegung (boulḗ), Urteil (krísis) und Streben/Begehren (órexis). Er weist sie nicht nur dem Bereich der Vernunft als rein geistiger Instanz zu, sondern meint, die Prohairesis gehe von einem Zusammenwirken von Verlangen und Vernunft aus; überdies hebt er auch einen körperlichen Aspekt hervor, den körperlichen Ausgangspunkt der Prohairesis sieht er im Gehirn und im Rückenmark. Allerdings steht für ihn die menschliche Wahlentscheidung dem vernünftigen Vermögen der Seele besonders nahe, ihre kognitive Komponente gewichtet er stark.
Gegen den Determinismus bringt Nemesios das Argument vor, dass das Reflexionsvermögen ohne freien Willen überflüssig wäre; da es aber existiere und sogar das Schönste und Ehrwürdigste im Menschen sei, müsse es auch eine sinnvolle Funktion haben. Er meint, die Vorsehung wirke gemäß der Möglichkeit, nicht gemäß der Notwendigkeit.
Nemesios ist der Ansicht, der Seele sei das Leben von Natur aus eigen, der Leib hingegen besitze das Leben nur durch Teilhabe an der Seele. Die Seele sei nicht zugleich mit dem Leib geschaffen, sondern habe einen anderen Ursprung und existiere schon vor ihrem Körper. Die aristotelische Bestimmung der Seele als Entelechie des Leibes lehnt er ab. Da die Seele körperlos sei, sei ihr Verhältnis zum Leib nicht räumlich zu verstehen; sie sei im gesamten Leib, aber nicht wie an einem Ort, sondern nur „gemäß der Beziehung“, die zwischen Seele und Leib bestehe; als etwas Intelligibles könne die Seele nicht an einen körperlichen Ort gebunden sein. Somit sei nicht der Körper Wohnung der Seele, vielmehr sei das Verhältnis umgekehrt zu denken.
In der Seele unterscheidet Nemesios einen vernünftigen und einen unvernünftigen Teil (wobei allerdings nur in einem uneigentlichen Sinn von „Teilen“ gesprochen werden kann; gemeint sind eher unterschiedliche Aspekte oder Kräfte, denn Nemesios fasst die Seele als unteilbare Einheit auf). Den unvernünftigen Teil untergliedert er in einen der Vernunft gehorsamen und einen ihr nicht gehorchenden Bereich. Zu ersterem zählt er Begehren, Lust, Furcht, Betrübnis und Zorn, die er als der Vernunft gehorsame unvernünftige Seelenvermögen betrachtet. Als der Vernunft nicht gehorchende Funktionen des unvernünftigen Seelenteils nennt er die Ernährung, den Pulsschlag und die Zeugung. Für erstrebenswert hält Nemesios die Herrschaft des führenden Seelenteils, der Vernunft, über die niedrigeren Seelenvermögen, wodurch ein geordnetes Zusammenwirken der Seelenvermögen ermöglicht werde.

## Rezeption
Vor dem 6. Jahrhundert scheint die Abhandlung des Nemesios wenig Beachtung gefunden zu haben. Maximos der Bekenner ist der erste, der sie zitiert (in seinen zwischen 628 und 634 verfassten Ambigua). Der Kirchenschriftsteller Anastasios Sinaites nahm Auszüge in seine „Fragen und Antworten“ auf. Um 743 fügte Johannes von Damaskus umfangreiche Auszüge in seine Schrift De fide orthodoxa („Über den orthodoxen Glauben“) ein, ohne den Verfasser zu nennen. Zu den byzantinischen Autoren, die das Werk des Nemesios benutzten, gehört insbesondere Michael Psellos (11. Jahrhundert).
Um 717 wurde in Konstantinopel eine armenische Übersetzung der Abhandlung „Über die Natur des Menschen“ angefertigt. Im 9. Jahrhundert entstanden mehrere Übersetzungen ins Arabische. Auch ins Syrische wurde die Schrift im Frühmittelalter übersetzt, doch ist die syrische Fassung nur fragmentarisch erhalten. Unter den orientalischen Christen war die Abhandlung im Mittelalter verbreitet; sowohl nestorianische als auch melkitische und koptische Theologen stützten sich darauf. Auch der muslimische Philosoph al-Kindī konsultierte die Schrift des Nemesios. Im Hochmittelalter übersetzte Johannes Petrizi das Werk ins Georgische.
Schon in der Antike wurde „Über die Natur des Menschen“ in einer Anzahl von Handschriften dem Kirchenvater Gregor von Nyssa zugeschrieben. Diese irrige Zuschreibung war im Mittelalter in der syrischen, armenischen und arabischen Überlieferung und auch in der lateinischsprachigen Gelehrtenwelt des Westens verbreitet. Daher hielten unter anderem Albertus Magnus und Thomas von Aquin Gregor für den Autor. Auch in der griechischen mittelalterlichen Überlieferung taucht die falsche Zuschreibung auf. Das hohe Ansehen des vermeintlichen Verfassers trug zur Popularität des Werks bei, die sich in der Zahl der Handschriften spiegelt. Es sind über hundert griechische Codices bekannt.
Die erste lateinische Übersetzung fertigte der Erzbischof von Salerno Nikolaus Alfanus im 11. Jahrhundert an. Alfanus, der medizinische Werke schrieb, interessierte sich nur unter medizinischem Gesichtspunkt für die Anthropologie, daher übersetzte er nur die aus seiner Sicht relevanten Teile. Er gab seiner Übersetzung den griechischen Titel Premnon physicon (lateinisch stipes naturalium, „Stamm der Naturdinge“). Diese Fassung wurde im 12. Jahrhundert von Gelehrten wie Adelard von Bath, Wilhelm von Conches und Wilhelm von Saint-Thierry intensiv studiert und verwertet, im 13. Jahrhundert von Albert dem Großen.
1165 übersetzte Burgundio von Pisa das Werk erneut ins Lateinische. Er widmete seine Übersetzung dem Kaiser Friedrich Barbarossa. Zu ihren Benutzern zählten neben Albert dem Großen Petrus Lombardus und Thomas von Aquin.
Drei neue lateinische Übersetzungen, die in der Renaissance entstanden, zeugen vom Interesse der Humanisten an der Anthropologie des Nemesios. Die erste besorgte Giorgio Valla im 15. Jahrhundert; sie wurde 1538 in Lyon gedruckt. Eine weitere Übersetzung fertigte Johannes Cono (Konow) auf Anregung von Beatus Rhenanus an; sie erschien 1512 in Straßburg und 1562 als Bestandteil einer Ausgabe der Werke Gregors von Nyssa in Basel. Die dritte Übersetzung stammt von Nicasius Ellebodius; sie wurde 1565 in Antwerpen zusammen mit der Erstausgabe des griechischen Textes veröffentlicht.
In der modernen Forschung sind die Urteile über die Leistung des Nemesios unterschiedlich ausgefallen. Hervorgehoben wird, dass er Eklektiker war und dass er die Ansichten der Philosophen, zu denen er sich äußert, großenteils nicht unmittelbar aus deren Werken, sondern nur aus Kommentaren und Handbüchern kannte. In älteren Darstellungen dominierte die Einschätzung, er sei ein reiner Kompilator gewesen, ein „unselbständiger Abschreiber“, der „völlig sklavisch ausschrieb“. In der neueren Forschung kommt die Gegenposition zur Geltung, der zufolge er „nach patristischen Kriterien ein produktiver Denker“ war, der „ein ausgezeichnetes Beispiel christlichen Philosophierens unter Anwendung des griechischen Erbes“ geliefert habe.

## Edition
- Moreno Morani (Hrsg.): Nemesii Emeseni de natura hominis. Teubner, Leipzig 1987, ISBN 3-322-00358-2 (kritische Ausgabe).

## Übersetzungen
deutsch
- Emil Orth: Nemesios von Emesa: Anthropologie. Verlag Maria-Martental, Kaisersesch 1925

englisch
- Robert W. Sharples, Philip J. van der Eijk: Nemesius: On the Nature of Man. Liverpool University Press, Liverpool 2008, ISBN 978-1-84631-132-1

lateinisch (mittelalterlich)
- Karl Burkhard (Hrsg.): Nemesii episcopi premnon physicon sive peri physeos anthropou liber a N. Alfano archiepiscopo Salerni in Latinum translatus. Teubner, Leipzig 1917 (Digitalisat)
- Gérard Verbeke, José Rafael Moncho (Hrsg.): Némésius d’Émèse: De natura hominis. Traduction de Burgundio de Pise (= Corpus Latinum commentariorum in Aristotelem Graecorum Suppl. 1). Brill, Leiden 1975, ISBN 9004-04310-1 (kritische Ausgabe mit ausführlicher Einleitung)